# Fastivský rajón
Fastivský rajón (ukrajinsky Фастівський район, Fastivskyj rajon) je okres (rajón) v Kyjevské oblasti na Ukrajině. Hlavním městem je Fastiv a rajón má 183 794 obyvatel.

## Geografie
Fastivský rajón se nachází ve středu Kyjevské oblasti, kde na severu hraničí s Bučským rajónem, na západě s Kyjevem a Obuchivským rajónem, na jihu s Bilocerkevským rajónem a na východě s Žytomyrskou oblastí.

## Historie

Fastivský rajón před administrativně-teritoriální reformou v červenci 2020

Dříve byl Fastivský rajón mnohem menší, žilo v něm pouze 30 311 obyvatel.
Počátky starého Fastivského rajónu sahají až do roku 1362, ale hranice nikdy nebyly jasné, hlavně kvůli útoku Mongolů, nakonec oblast dlouho nevydržela a stala se na dlouhou dobu součástí ostatních oblastí. Až roku 1923 vznikl samostatný starý Fastivský rajón, který se nacházel v Žytomyrské oblasti, ale to se změnilo roku 1953, kdy se rajón přemístil do Kyjevské oblasti.
Po administrativně-teritoriální reformě v červenci 2020 byl bývalý rajón zrušen a přidán do nového stejnojmenného rajónu společně s Vasylkivským, Makarivským a Kyjevskosvjatošynským rajónem. Tím získal rajón 6krát větší počet obyvatel než předtím.